# Wereldvoetballer van het jaar 1999
In 1999 werd Rivaldo door de FIFA verkozen tot Wereldvoetballer van het jaar.

## Resultaten
| #  | Speler             | Club              | Punten |
| -- | ------------------ | ----------------- | ------ |
| 1  | Rivaldo            | FC Barcelona      | 543    |
| 2  | David Beckham      | Manchester United | 194    |
| 3  | Gabriel Batistuta  | Fiorentina        | 79     |
| 4  | Zinédine Zidane    | Juventus          | 68     |
| 5  | Christian Vieri    | Internazionale    | 39     |
| 6  | Luís Figo          | FC Barcelona      | 35     |
| 7  | Andrij Sjevtsjenko | AC Milan          | 34     |
| 8  | Raúl               | Real Madrid       | 31     |
| 9  | Andy Cole          | Manchester United | 24     |
| 10 | Dwight Yorke       | Manchester United | 19     |

## Referentie
- World Player of the Year - Top 10

1991 · 1992 · 1993 · 1994 · 1995 · 1996 · 1997 · 1998 · 1999 · 2000 · 2001 · 2002 · 2003 · 2004 · 2005 · 2006 · 2007 · 2008 · 2009